# Nightmare Detective 2
Nightmare Detective 2 è un film del 2008 diretto Shin'ya Tsukamoto.
È il seguito di Nightmare Detective - Il cacciatore di sogni del 2006.

## Trama
Kagenuma, il cui dono di entrare nei sogni e leggere nella mente delle persone lo sta sempre più debilitando nel fisico e nell'animo, è perseguitato da uno spaventoso incubo ricorrente in cui assiste al suicidio della madre, morta malata di mente quando era bambino. Nonostante sia deciso a farla finita con questo mestiere, viene contattato da una liceale (Yukie Mashiro), perseguitata in sogno, insieme ad altre tre sue amiche, da Kikugawa, una loro vendicativa ex compagna di classe che avevano ingiustamente maltrattato; egli inizialmente non prende in considerazione il caso, salvo poi ripensarci ed interessarsi sempre di più alla vicenda, una volta scoperto un legame tra sua madre e Kikugawa, entrambe afflitte dallo stesso male. Le indagini permetteranno a Kagenuma di esorcizzare le proprie paure d'infanzia e scacciare finalmente gli incubi che non lo lasciano vivere.

## Produzione
Era prevista anche la presenza del personaggio di Keiko Kirishima, ma l'attrice Hitomi rifiutò la parte, già da lei interpretata nel primo film.
In un'intervista, Tsukamoto ha dichiarato di aver concepito l'idea di un indagatore dell'incubo quando era un ragazzino, perché spaventato dalla paura di addormentarsi ed avere incubi.

## Accoglienza

### Critica
- Il film scava ancor più profondamente del predecessore negli spazi bui dell'inconscio (...) e sceglie deliberatamente di consegnarsi alla visione onirica e di traghettare lo spettatore volenteroso nell'Incubo. Un loop nero come la pece che avvicina Tsukamoto al miglior Lynch, come mai prima d'ora. Recensione di Emanuele Sacchi su Mymovies.it[3]
- Tsukamoto esplora ancora una volta l'animo umano con la chirurgica perizia del conoscitore niente affatto casuale. Le sue riflessioni, come i modi sempre nuovi e potenti con cui le mette in scena, vengono direttamente dal lato ombra di ciascuno di noi (...). La novità di questi ultimi resoconti dal luogo angosciante per elezione, però è che forse c'è una via di uscita. Recensione su Filmscoop.it[4]